# ILembe
iLembe – dystrykt w Republice Południowej Afryki, w prowincji KwaZulu-Natal. Siedzibą administracyjną dystryktu jest KwaDukuza.
Dystrykt dzieli się na gminy:
- Mandeni
- KwaDukuza
- Ndwedwe
- Maphumulo